# Liebschützberg
Liebschützberg  est une commune de Saxe (Allemagne), située dans l'arrondissement de Saxe-du-Nord, dans le district de Leipzig. Elle est formée en 1994 des anciennes communes de Gaunitz, Wellerswalde et Laas et prend son nom d’une colline. En 1997 l’ancienne commune de Borna rejoint Liebschützberg.

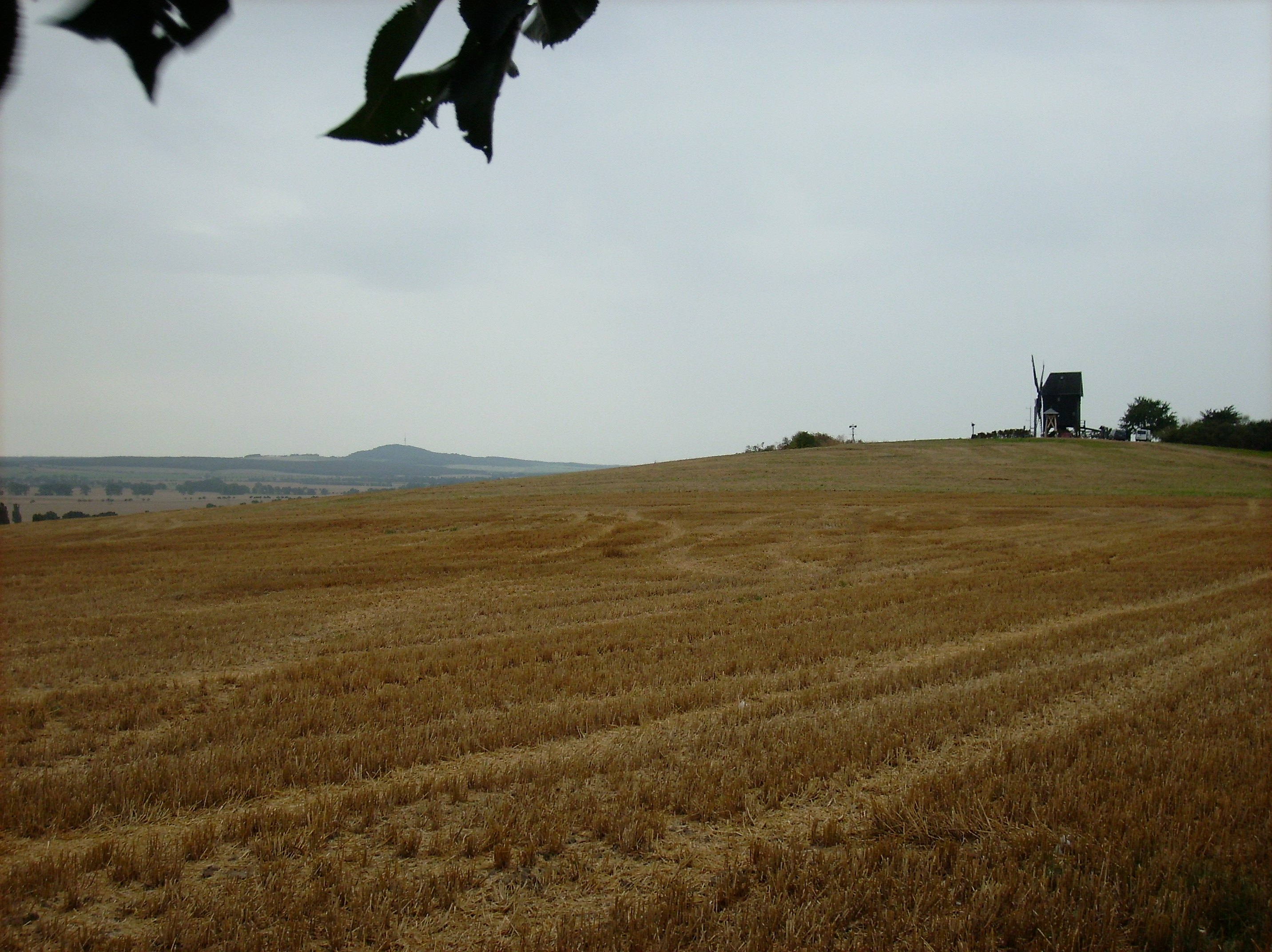
Liebschützberg, la colline qui donne son nom à la commune

## Jumelages
- Gailingen am Hochrhein (Allemagne)